# Afrolepis unguicularis
Afrolepis unguicularis är en skalbaggsart som beskrevs av Brenske 1903. Afrolepis unguicularis ingår i släktet Afrolepis och familjen Melolonthidae. Inga underarter finns listade i Catalogue of Life.